# Sasha Weemaes
Sasha Weemaes, né le 9 février 1998 à Saint-Nicolas, est un coureur cycliste belge. 

## Biographie
Au deuxième semestre 2018, il se classe seizième du Circuit Mandel-Lys-Escaut.

## Palmarès sur route

### Par année
- 2013
  -  Champion de Belgique sur route débutants
  -  Champion de Belgique du contre-la-montre débutants
  - Champion de Flandre-Orientale du contre-la-montre débutants
- 2014
  -  Champion de Belgique du contre-la-montre débutants
  - Champion de Flandre-Orientale du contre-la-montre débutants
- 2015
  - 3ea (contre-la-montre) et 3eb étapes du Sint-Martinusprijs Kontich
- 2016
  -  Champion de Belgique du contre-la-montre par équipes juniors
  - Champion de Flandre-Orientale du contre-la-montre juniors
  - 1re étape du Keizer der Juniores
  - 3e de la Flèche du Brabant flamand
- 2017
  - 5e étape du Tour de Flandre-Orientale
  - 3e étape du Tour de Moselle
- 2018
  -  Champion de Belgique du contre-la-montre espoirs
  - Champion de Flandre-Orientale du contre-la-montre espoirs
  - Handzame Challenge
  - 1re étape de l'Essor breton
  - 1re étape d'À travers les Hauts de France – Trophée Paris Arras Tour
  - 2e de la Zuidkempense Pijl
  - 2e du ZLM Tour
- 2019
  - Ruddervoorde Koerse
- 2020
  - Flèche de Heist
- 2021
  - Ruddervoorde Koerse
  - 3e du Tour des onze villes
- 2022
  - Trophée Maarten Wynants
  - 2e du Dorpenomloop Rucphen
  - 2e de la Gullegem Koerse
  - 3e du Trofeo Playa de Palma-Palma
- 2023
  - 7e étape du Tour de Langkawi

### Classements mondiaux
| Année           | 2017   | 2018 |
| --------------- | ------ | ---- |
| UCI Europe Tour | 1 798e | 300e |

## Palmarès sur piste

### Championnats d'Europe
| Édition / Épreuve     | Poursuite par équipes |
| Anadia 2017 (espoirs) | Argent                |
| Gand 2019 (espoirs)   | Argent                |

### Championnats nationaux
- 2014
  -  Champion de Belgique de vitesse débutants
  -  Champion de Belgique de vitesse par équipes débutants (avec Mathias Lefeber)
  -  Champion de Belgique de poursuite débutants
  -  Champion de Belgique du 500m débutants
  -  Champion de Belgique de course aux points débutants
  -  Champion de Belgique de poursuite par équipes débutants (avec Mathias Lefeber et Michiel Van Hauwermeiren)
  - 2e du championnat de Belgique de l'américaine débutants
- 2015
  - 2e du championnat de Belgique de poursuite juniors
  - 2e du championnat de Belgique du kilomètre juniors
- 2016
  -  Champion de Belgique de poursuite juniors
  -  Champion de Belgique de scratch juniors
  -  Champion de Belgique de course par l'élimination juniors
  - 2e du championnat de Belgique de l'américaine juniors
  - 2e du championnat de Belgique de l'omnium juniors
  - 3e du championnat de Belgique du kilomètre juniors
  - 3e du championnat de Belgique de course aux points juniors
- 2019
  - 2e du championnat de Belgique de poursuite
  - 2e du championnat de Belgique de course aux points